# Котович Анатолій Васильович
Анатолій (Анатоль) Васильович Котович (нар.. 16 травня 1890, м. Кодня, нині — село Житомирського району Житомирської області — пом.. 19 лютого 1964, м. Бавнд-Брук, Сомерсет, Нью-Джерсі, США) — український педагог, журналіст та релігійний діяч.

## Життєпис
Анатолій Котович народився 1890 року в містечку Кодня (нині — село Житомирського району Житомирської області). В 1909 році закінчив Житомирську духовну семінарію. Потім навчався в Психоневрологічному інституті та в Університеті у Санкт-Петербурзі, які закінчив у 1914 році. Пізніше навчався на природничому факультеті Юр'євського університету (нині м. Тарту, Естонія). Після цього повернувся до України. Спочатку, вчителював у м. Сарни (нині — місто в Рівненській області). У 1927 році переїхав до міста Кременець (нині — Тернопільської області). Спочатку, до 1931 року, працював редактором журналу «Духовний сіяч». Потім, з 1935 по 1938 рік, був співробітником редакції журналу «Церква і народ». Паралельно з цим працював завідувачем архіву Волинської духовної консисторії (1935—1939). Також, Анатолій Котович входив до складу Комісії для перекладу Святого письма та богослужебних книг українською мовою. Після радянської окупації західноукраїнських земель у вересні 1939 року почав працювати вчителем у школах міста Кременець. У ході німецько-радянської війни, в 1941—1943 роках обіймав посаду викладача сільсько-господарської школи у с. Білокриниця (Кременецького району). Одночасно був співробітником місцевої газети «Кременецький вісник». Після вигнання військ нацистської Німеччини та її союзників з території України в 1944 році опинився у таборах для переміщених осіб у Німеччині (до 1949 року). В 1951 році емігрував до США. Проживав у місті Бавнд-Брук (штат Нью-Джерсі), де організував архів-бібліотеку Українського православного осередку, яким керував архієпископ Мстислав (Скрипник). Помер у лютому 1964 року в місті Бавнд-Брук.

## Творчість
Анатолій Котович — автор книг «Григорій Савич Сковорода: український філософ XVIII ст.» (1924), «Свята Ольга, велика княгиня України» (1963), низки публікацій у церковних виданнях, «Літописі Волині» тощо.